# Team Jorge
Team Jorge is de codenaam van een Israëlische groep die gespecialiseerd is in het gebruik van kwaadaardige cyberactiviteiten, waaronder hacking, sabotage en door botfarms geleide desinformatiecampagnes op sociale media om de uitslag van verkiezingen te manipuleren.
De groep werd in februari 2023 ontmaskerd door een consortium van onderzoeksjournalisten, gecoördineerd door Forbidden Stories. Team Jorge is minstens sinds 2015 actief en gaat er prat op wereldwijd meer dan 30 verkiezingen te hebben gemanipuleerd, waarvan vele in Afrika.
Haar activiteiten werden onthuld na een operatie van drie undercoverjournalisten die zich voordeden als potentiële klanten. In 2022 filmden zij in Tel Aviv gesprekken met Tal Hanan, de leider van de groep en een voormalig lid van een Israëlische speciale eenheid. Hanan beschreef de werkmethodes van de organisatie. Zijn bijnaam in de groep is "Jorge", vandaar de naam.